# Майна целебеська

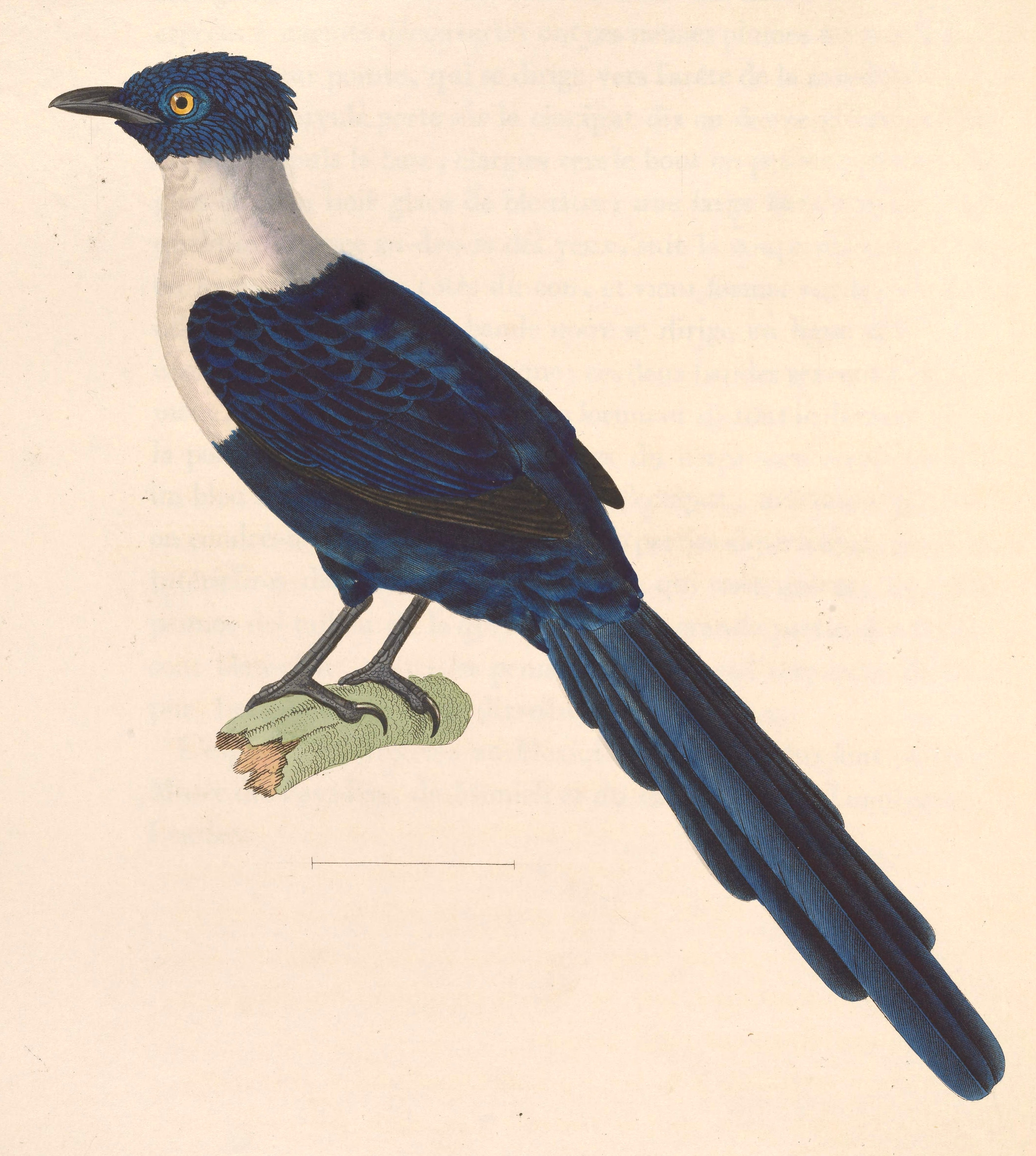
Целебеська майна

Майна целебеська (Streptocitta albicollis) — вид горобцеподібних птахів родини шпакових (Sturnidae). Ендемік Індонезії.

## Підвиди
Виділяють два підвиди: У представників номінативного підвиду дзьоб має жовтий кінчик, а у представників підвиду S. a. torquata дзьоб повністю чорний.
- S. a. torquata (Temminck, 1828) — північ і схід Сулавесі;
- S. a. albicollis (Vieillot, 1818) — південь і південний схід Сулавесі.

## Поширення і екологія
Целебеські майни є ендеміками Сулавесі. Вони живуть в рівнинних тропічних лісах, в чагарникових заростях, на болотах і на плантаціях.